# Oro – Grandes Éxitos
Oro – Grandes Éxitos är ett samlingsalbum med spanskspråkiga sånger framförda av den svenska popgruppen Abba. Albumet gavs ut av Polydor 1993. 

## Historik
Samtliga sånger på originalutgåvan från 1993 fanns med på gruppens studioalbum Gracias Por La Música från 1980.  Albumet utformades likt samlingsalbumet Abba Gold, som innehåller gruppens mest framgångsrika engelskspråkiga sånger och utgavs 1992. 
Oro följdes av Mas Oro - Mas Abba Exitos (More Abba Gold – More Abba Hits)  1994, vilket förutom ytterligare fem spår på spanska, även inkluderade fem engelska sånger. 
Mas Oro innehöll även en tidigare outgiven version av Ring Ring på spanska, inspelad år 1973 men som legat i Polarstudions arkiv i 21 år.
1999 års internationella återlansering av Oro består av alla Abba:s femton spanskspråkiga inspelningar. Spår 1, 3-6 samt 8-12 spelades in 1980, spår 2 och 7 spelades in 1979, spår 13-14 spelades in 1981 och spår 15 spelades in 1973. 

## Låtlista
1. Fernando (Spansk version) (Anderson, Andersson, Ulvaeus, McCluskey, McCluskey) – 4:17
2. Chiquitita (Spansk version) (Andersson, Ulvaeus, McCluskey, McCluskey) – 5:30
3. Gracias Por La Música (Thank You for the Music) (Andersson, Ulvaeus, McCluskey, McCluskey) – 3:49
4. La Reina Del Baile a.k.a. Reina Danzante (Dancing Queen) (Anderson, Andersson, Ulvaeus, McCluskey, McCluskey) – 4:02
5. Al Andar (Move On) (Anderson, Andersson, Ulvaeus, McCluskey, McCluskey) – 4:44
6. ¡Dame! ¡Dame! ¡Dame! (Gimme! Gimme! Gimme! (A Man After Midnight)) (Andersson, Ulvaeus, McCluskey, McCluskey) – 4:51
7. Estoy Soñando (I Have a Dream) (Andersson, Ulvaeus, McCluskey, McCluskey) – 4:38
8. Mamma Mía (Spansk version) (Anderson, Andersson, Ulvaeus, McCluskey, McCluskey) – 3:34
9. Hasta Mañana (Spansk version) (Anderson, Andersson, Ulvaeus, McCluskey, McCluskey) – 3:09
10. Conociéndome, Conociéndote (Knowing Me, Knowing You) (Anderson, Andersson, Ulvaeus, McCluskey, McCluskey) – 4:04

### Bonusspår 1999 Återutgivning
- Felicidad (Happy New Year) (Andersson, Ulvaeus, McCluskey, McCluskey) - 4:24
- Andante, Andante (Spansk version) (Andersson, Ulvaeus, McCluskey, McCluskey) - 4:39
- Se Me Está Escapando (Slipping Through My Fingers) (Andersson, Ulvaeus, McCluskey, McCluskey) - 3:52
- No Hay A Quien Culpar (When All Is Said And Done) (Andersson, Ulvaeus, McCluskey, McCluskey) - 3:13
- Ring Ring (Spansk version) (Anderson, Andersson, Ulvaeus, Band) - 3:00